# Nikon D4
Nikon D4 — цифровой зеркальный фотоаппарат компании «Никон», предназначенный для профессиональных фотожурналистов. Обладает скоростью съёмки до 11 кадров в секунду, преемник модели Nikon D3S.
Nikon D4 стал первым в мире фотоаппаратом, поддерживающим карты памяти стандарта XQD. Среди других особенностей модели — чувствительность до 204800 ISO, 91000-пиксельный сенсор для измерения экспозиции, экран с диагональю 3,2 дюйма и подсветка кнопок.
Фотоаппарат представлен 6 января 2012 года, объявленная стоимость — 6000 долларов США и 4800 фунтов стерлингов.
6 марта 2014 года модель была продолжена аппаратом Nikon D4s, который оснащён процессором Expeed 4, поддержкой записи Full HD-роликов в режимах 50p/60p и на котором расширен диапазон чувствительности до 409600 ISO.

## Комплект поставки
Nikon D4 поставляется без объектива. В комплект вместе с фотоаппаратом входят:
- Литий-ионная аккумуляторная батарея EN-EL18.
- Зарядное устройство MH-26.
- USB-кабель UC-E15.
- Ремень AN-DC7.
- Крышка на байонет BF-1B, крышка разъёма для вспышки или аксессуаров BS-2.
- Окуляр DK-17.
- Крышка батарейного отсека BL-6.
- CD-ROM с программным обеспечением ViewNX 2.

## Конкуренты
Главным конкурентом D4 является представленный в октябре 2011 года Canon EOS-1D X с рекомендованной стоимостью 6800 долларов США. Эта модель поступила в продажу в марте 2012 года.